# Rupert Wyatt
Rupert Wyatt (Guildford, Surrey, Anglia, 1972. október 26. –) angol filmrendező, forgatókönyvíró és producer.
2008-ban debütált Menekülők című filmdrámájával, melyet a Sundance Filmfesztiválon mutattak be először. Második rendezése a 2011-es A majmok bolygója: Lázadás volt. Ezt követte a Hazárdjáték (2014), majd az Elrabolt világ (2019).
A 2021-ben indult A Moszkitó-part című drámasorozat két epizódját rendezőként jegyzi.

## Filmográfia

### Film
| Év   | Magyar cím                 | Eredeti cím                    | Feladatkör | Feladatkör | Feladatkör | Megjegyzések     |
| Év   | Magyar cím                 | Eredeti cím                    | Rendező    | Író        | Producer   | Megjegyzések     |
| ---- | -------------------------- | ------------------------------ | ---------- | ---------- | ---------- | ---------------- |
| 1999 |                            | Ticks                          | Igen       | Igen       | Igen       | rövidfilm        |
| 2004 |                            | Get the Picture                | Igen       | Igen       | Nem        | rövidfilm        |
| 2008 | Menekülők                  | The Escapist                   | Igen       | Igen       | Nem        |                  |
| 2011 | A majmok bolygója: Lázadás | Rise of the Planet of the Apes | Igen       | Nem        | Nem        |                  |
| 2014 | Hazárdjáték                | The Gambler                    | Igen       | Nem        | Nem        | music supervisor |
| 2014 |                            | Fishing Without Nets           | Nem        | Nem        | Vezető     |                  |
| 2019 | Elrabolt világ             | Captive State                  | Igen       | Igen       | Igen       |                  |
| TBA  |                            | Desert Warrior                 | Igen       | Igen       | Nem        |                  |

### Televízió
| Év   | Magyar cím      | Eredeti cím              | Feladatkör | Feladatkör      | Feladatkör | Megjegyzések       |
| Év   | Magyar cím      | Eredeti cím              | Rendező    | Vezető producer | Operatőr   | Megjegyzések       |
| ---- | --------------- | ------------------------ | ---------- | --------------- | ---------- | ------------------ |
| 1999 |                 | Here Is This             | Nem        | Nem             | Igen       | televíziós sorozat |
| 2000 |                 | Whatever I Want          | Nem        | Nem             | Igen       | televíziós sorozat |
| 2014 |                 | Turn: Washington's Spies | Igen       | Nem             | Nem        | 1 epizód           |
| 2016 | Az ördögűző     | The Exorcist             | Igen       | Igen            | Nem        | 1 epizód           |
| 2021 | A Moszkitó-part | The Mosquito Coast       | Igen       | Igen            | Nem        | 2 epizód           |

## Fordítás
- Ez a szócikk részben vagy egészben  a   Rupert Wyatt című angol Wikipédia-szócikk fordításán alapul.  Az eredeti cikk szerkesztőit annak laptörténete sorolja fel. Ez a jelzés csupán a megfogalmazás eredetét és a szerzői jogokat jelzi, nem szolgál a cikkben szereplő információk forrásmegjelöléseként.